# Oligoneuria
Oligoneuria is een geslacht van haften (Ephemeroptera) uit de familie Oligoneuriidae.

## Soorten
Het geslacht Oligoneuria omvat de volgende soorten:
- Oligoneuria amazonicus
- Oligoneuria anomala
- Oligoneuria itayana
- Oligoneuria macabaica